# Actia takanoi
Actia takanoi là một loài ruồi trong họ Tachinidae.